# SuperValu
SuperValu Inc. — американская компания розничной торговли по продаже бакалейных товаров, а также их поставщик. Штаб-квартира располагается в Иден Прери, Миннесота. Компания является пятой крупнейшей сетью в Соединённых Штатах Америки среди розничных сетей по продаже продуктов питания.